# تل گاوی
تل گاوی مربوط به سده‌های اولیه دوران‌های تاریخی پس از اسلام است و در شهرستان فیروزآباد، بخش میمند، روستای چنار سوخته واقع شده و این اثر در تاریخ ۱۱ دی ۱۳۸۰ با شمارهٔ ثبت ۴۵۰۹ به‌عنوان یکی از آثار ملی ایران به ثبت رسیده است.